# Randall Duk Kim
Randall Duk Kim (* 24. September 1943) ist ein US-amerikanischer Film- und Bühnenschauspieler südkoreanischer Abstammung.

## Leben
Seine erste Rolle erhielt Kim in der Fernsehserie Hawaii Fünf-Null, in der er 1968 und 1969 dreimal spielte. Es folgte mit Herrscher der Insel 1970 seine erste Rolle im Film, er wurde aber im Abspann nicht erwähnt. In den 1970er Jahren gründete Kim das American Players Theatre in Spring Green in Wisconsin und gehörte ihm bis in die 1990er Jahre an.
Ab Ende der 1990er Jahre trat Kim regelmäßig in international verbreiteten Filmen auf, etwa 1999 als General Alak in Anna und der König. 2003 spielte er im zweiten Teil der Matrixtrilogie den Schlüsselmacher. Auch bei der Literaturverfilmung von Die Geisha erhielt Kim eine Nebenrolle. Für Kung Fu Panda, der 2008 in die Kinos kam, lieh er "Master Oogway" seine Stimme in der englischen Version.

## Filmografie (Auswahl)
- 1968; 1969: Hawaii Fünf-Null (Hawaii Five-0, Fernsehserie, 3 Folgen)
- 1970: Herrscher der Insel (The Hawaiians)
- 1974: Nourish the Beast (Fernsehfilm)
- 1995: Everyman: Prisoners in Time (Fernsehfilm)
- 1998: The Replacement Killers – Die Ersatzkiller (The Replacement Killers)
- 1998: Der schmale Grat (The Thin Red Line)
- 1999: Anna und der König (Anna and the King)
- 2001: 100 Centre Street (Fernsehserie, eine Folge)
- 2001: Monkey King – Ein Krieger zwischen den Welten (The Lost Empire, Fernsehfilm)
- 2003: MTV: Reloaded (Fernsehfilm)
- 2003: Matrix Reloaded (The Matrix Reloaded)
- 2003: Enter the Matrix (Videospiel, Stimme)
- 2005: Homecoming
- 2005: Red Ninja: End of Honor (Videospiel, Stimme)
- 2005: Die Geisha (Memoirs of a Geisha)
- 2006: East Broadway
- 2006: Thief (Fernsehserie, 3 Folgen)
- 2007: Tailor Made (Kurzfilm)
- 2007: John Woo presents Stranglehold (Videospiel, Stimme)
- 2007: Year of the Fish
- 2008: Cashmere Mafia (Fernsehserie, eine Folge)
- 2008: New Amsterdam (Fernsehserie, eine Folge)
- 2008: Kung Fu Panda (Stimme für Großmeister Oogway)
- 2008: Kung Fu Panda: Das Geheimnis der Furiosen Fünf (Kung Fu Panda: Secrets of the Furious Five, Kurzfilm, Stimme)
- 2008: Fringe – Grenzfälle des FBI (Fringe, Fernsehserie, eine Folge)
- 2009: Dragonball Evolution
- 2009: Ninja Assassin
- 2010: Die Legende von Aang (The Last Airbender)
- 2014: John Wick
- 2016: Kung Fu Panda 3 (Stimme für Großmeister Oogway)
- 2019: John Wick: Kapitel 3 (John Wick: Chapter 3 – Parabellum)
- 2024: Avatar – Der Herr der Elemente (Avatar: The Last Airbender, Fernsehserie, eine Folge, Stimme)